# Hiệp hội Tâm lý học Ứng dụng Quốc tế
Hiệp hội Tâm lý học Ứng dụng Quốc tế hay Hiệp hội Quốc tế về Tâm lý học Ứng dụng, viết tắt theo tiếng Anh là IAAP (International Association of Applied Psychology) là một tổ chức phi chính phủ quốc tế hoạt động trong lĩnh vực thực hiện nghiên cứu tâm lý học và ứng dụng quốc tế.
IAAP được thành lập năm 1919 bởi Édouard Claparède với tên gọi Hiệp hội Kỹ thuật tâm lý Quốc tế (tạm dịch từ tiếng Anh: International Association of Psychotechnics, tiếng Pháp: Association Internationale de Psychotechnique). Tên hiện tại được thông qua vào năm 1955.
Chủ tịch hiện tại là Christine Roland-Lévy.
IAAP là thành viên liên hiệp khoa học của Hội đồng Khoa học Quốc tế (ISC)
, và là thành viên liên kết của UNESCO, được Liên Hợp Quốc bảo trợ.

## Mục tiêu
Mục đích của IAAP là thúc đẩy quan hệ cá nhân và sự hiểu biết lẫn nhau giữa các nhà tâm lý học ở các bộ phận khác nhau của thế giới thông qua việc tổ chức các cuộc họp khoa học, thông qua các chương trình nghiên cứu chung và bằng phương tiện của các ấn phẩm của một nhân vật quốc tế về các vấn đề quan trọng hiện nay.
Hiệp hội hiên có 18 ban công tác.
| TT | Tên (tạm dịch)                         | Tên tiếng Anh                                |
| -- | -------------------------------------- | -------------------------------------------- |
| 1  | Tâm lý công việc & tổ chức             | Work & Organizational Psychology             |
| 2  | Đánh giá & Ước luọng Tâm lý            | Psychological Assessment & Evaluation        |
| 3  | Phát triển Xã hội & Tâm lý             | Psychological & Societal Development         |
| 4  | Tâm lý môi trường                      | Environmental Psychology                     |
| 5  | Giáo dục, Hướng dẫn & Tâm lý học đường | Education, Instructional & School Psychology |
| 6  | Tâm lý học lâm sàng & cộng đồng        | Clinical & Community Psychology              |
| 7  | Lão khoa ứng dụng                      | Applied Gerontology                          |
| 8  | Tâm lý sức khỏe                        | Health Psychology                            |
| 9  | Tâm lý kinh tế                         | Economic Psychology                          |
| 10 | Tâm lý học, Luật pháp & Đạo đức        | Psychology, Law & Ethics                     |
| 11 | Tâm lý chính trị                       | Political Psychology                         |
| 12 | Tâm lý thể thao                        | Sport Psychology                             |
| 13 | Giao thông & Tâm lý Giao thông Vận tải | Traffic & Transportation Psychology          |
| 14 | Tâm lý học nhận thức ứng dụng          | Applied Cognitive Psychology                 |
| 15 | Sinh viên                              | Students                                     |
| 16 | Tư vấn                                 | Counseling                                   |
| 17 | Thực hành nghề nghiệp                  | Professional Practice                        |
| 18 | Lịch sử                                | History                                      |

## Xuất bản
Hiệp hội chủ trì xuất bản tạp chí Applied Psychology: An International Review và Applied Psychology: Health and Well Being.